# Jacques Duret
Jacques Duret (1794-1874) fue un médico, botánico, político y explorador francés.
Fue también alcalde de Nuits-Saint-Georges, de 1835 a 1869, y asesor general del municipio. En 1831, con el Dr. Félix-Nicolas Lorey, oficial médico en Dijon, Jacques Duret publicó una Flora de la Costa de Oro, resultado de exploración y observación de cerca de 2400 especies en el Departamento.

## Algunas publicaciones
- p. Allorge, marcel Denis. 1927. Notes sur les complexes végétaux des lacs-tourbières de l'Aubrac. Arch. Bot. 1: 17-36

## Eponimia
Género
- (Urticaceae) Duretia Gaudich.[2]